# Jovana Rapport
Jovana Rapport  est une joueuse d'échecs monténégrine puis serbe née Jovana Vojinović le 18 février 1992 à Trstenik.
Au 1er avril 2019, elle est la première joueuse serbe et la 78e joueuse mondiale avec un classement Elo de 2 385 points.

## Biographie et carrière
Jovanna Rapport remporta la médaille de bronze au championnat du monde des moins de dix ans en 2002.
Grand maître international féminin depuis 2009, Jovana Rapport a remporté le championnat méditerranéen féminin en 2009 et le championnat du Monténégro en 2009 et 2010. 
Depuis avril 2013, elle est affiliée à la fédération serbe d'échecs.
Elle remporta le championnat de Serbie d'échecs féminin en 2014.
Elle a joué au premier échiquier du Monténégro lors de trois olympiades féminines (en 2008, 2010 et 2012). Depuis 2014, elle a représenté la Serbie lors des olympiades de 2014 (au deuxième échiquier), 2016 et 2018 (au premier échiquier),,.
En 2015, elle remporta la médaille d'or individuelle au deuxième échiquier de l'équipe de serbie lors du championnat d'Europe d'échecs des nations.
Elle est mariée au grand maître international Richárd Rapport.